# Циклореверсія
Циклореверсія (англ. cycloreversion, рос. циклореверсия) — процес, зворотний до циклоприєднання. Реакція дециклізації, тобто розпаду циклу, що є зворотною до циклоприєднання, через те протікає тим самим шляхом, за тими ж стереохімічними закономірностями, що й пряма. Може бути узгодженою або йти за постадійним механізмом. Веде до утворення двох чи більше продуктів, що є тотожними реактантам реакції приєднання. 